# Körös-éri-főcsatorna
A Körös-éri-főcsatorna egy belvízelvezető csatorna Bács-Kiskun vármegyében és kis vízhozamú folyó a Vajdaságban. Teljes hossza körülbelül 80 km (más és más szerzőnél különbségek vannak a folyó hossza és vízgyűjtője tekintetében). Ebből mintegy 37 km magyar területen található, 15 km hosszan határfolyó Magyarország és Szerbia között, kb. 29 km-en pedig szerb területen folyik.

## Helyi nevek

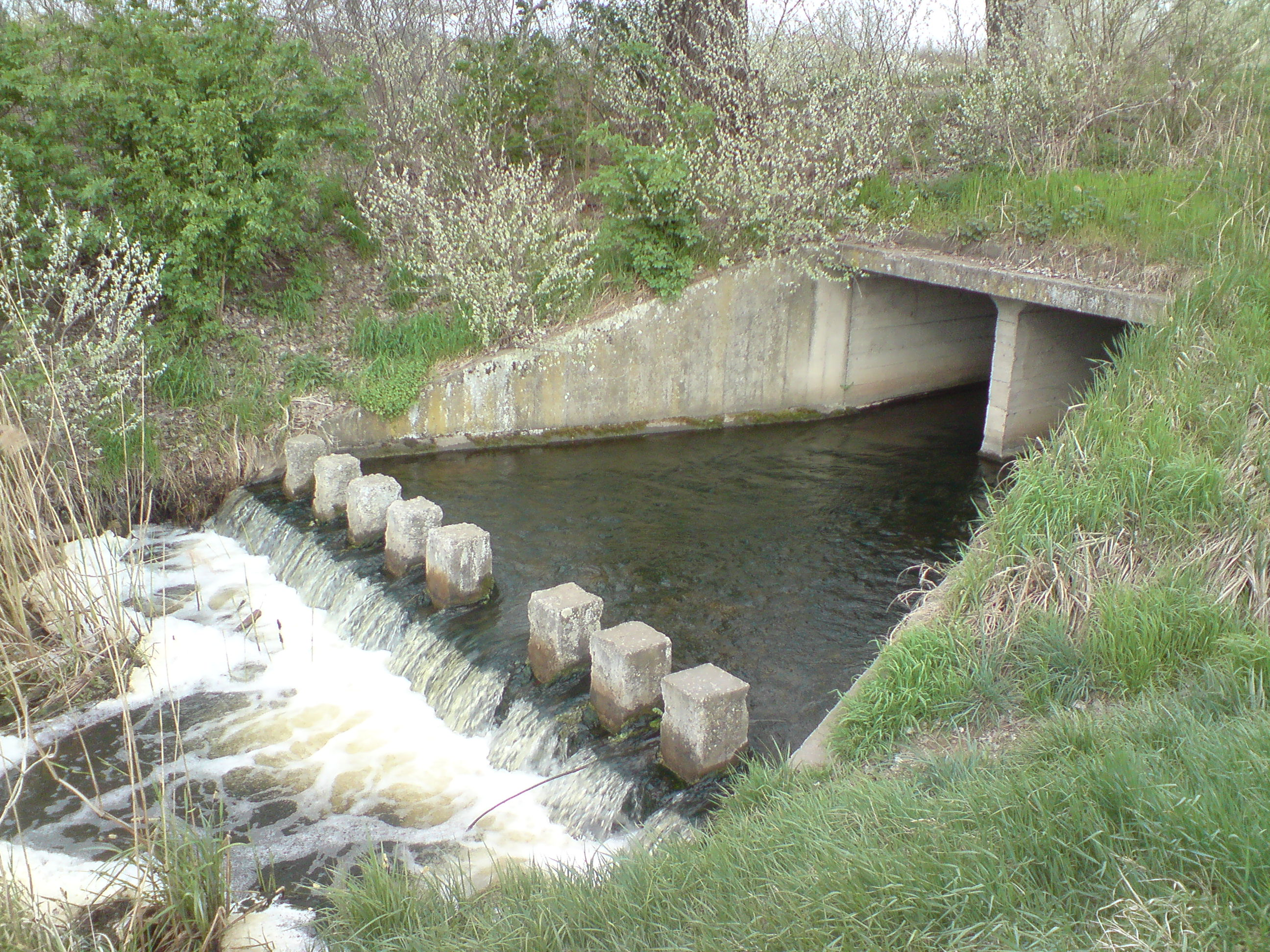
A Körös Ludasi-tóból kifolyó részének bukógátja

- Körös-ér (úgy szerb, mint magyar hivatalos munkákban, szerbül gyakran csak Kereš),
- Kőrös-patak vagy csak Kőrös (a helyi magyar nyelvhasználatban[3]),
- Kireš (helyi szerbeknél – cirill betűkkel: Киреш),
- "Kiris" az a latin név, amellyel 1694.-ban Marsigli nevezi meg a folyót a térképrajzokkal kiegészített első ismert leírásban.[4]